# Жонце
Жонце (пол. Rzące) — село в Польщі, у гміні Соколи Високомазовецького повіту Підляського воєводства.
Населення — 101 особа (2011).
У 1975-1998 роках село належало до Ломжинського воєводства.

## Демографія
Демографічна структура станом на 31 березня 2011 року:
|          | Загалом | Допрацездатний вік | Працездатний вік | Постпрацездатний вік |
| -------- | ------- | ------------------ | ---------------- | -------------------- |
| Чоловіки | 52      | 9                  | 34               | 9                    |
| Жінки    | 49      | 13                 | 28               | 8                    |
| Разом    | 101     | 22                 | 62               | 17                   |